# Нава, Самира
Самира Нава (дат. Samira Nawa; род. 30 марта 1988, Ольборг, Северная Ютландия) — датский политический деятель. Заместитель председателя фракции Либерально-радикальной партии Дании (Радикальная Венстре). Депутат фолькетинга с 2019 года.

## Биография
Родилась 30 марта 1988 года в Ольборге и выросла в Роскилле в семье афганских беженцев. Родители бежали во второй половине 1980-х годов от Советско-афганской войны. Отец — инженер Башир Ахмад Нава (Bashir Ahmad Nawa) и врач Махбуба Нава (Mahbooba Speher Nawa).
Окончила кафедральную школу в Роскилле в 2007 году. В 2008—2009 гг. училась в Центре политических исследований. В 2010—2011 гг. проходила обучение в Министерстве социальных дел Дании, в 2011—2014 гг. — в Экономическом совете рабочего движения (Arbejderbevægelsens Erhvervsråd). В 2014 году окончила Копенгагенский университет, где получила степень кандидата экономики (cand.polit.).
Вступила в молодёжную организацию Либерально-радикальной партии Дании (Radikal Ungdom, RU). Возглавляла отделение RU в Роскилле, входила в правление RU.
На парламентских выборах 2007 года возглавляла предвыборную кампанию Мартина Лидегора. Затем вошла в правление отделения Либерально-радикальной партии Дании в Роскилле.
Баллотировалась на муниципальных выборах в 2009 году в Роскилле. Самира была под номером 3 в партийном списке и не была избрана, хотя получила большинство голосов.
В 2010 году 21-летняя студентка Самира Нава была избрана председателем Нового Датского молодёжного совета (Ny-Dansk Ungdomsråd). Исполняла обязанности до 2012 года, когда её сменила Наташа Аль-Харири (Natasha Al-Hariri).
Баллотировалась от партии Радикальная Венстре на выборах в Европейский парламент в 2014 году. Получила 6836 личных голосов, но не была избрана.
Баллотировалась на парламентских выборах 2015 года, но не была избрана.
В 2014—2015 гг. — секретарь Датского апелляционного совета. В 2015—2016 гг. — служащая в Министерстве социальных дел и внутренних дел Дании. В 2016–2017 гг. — служащая Министерства по делам детей и социальным вопросам Дании. В 2017—2018 гг. — делопроизводитель и в 2019 году — специальный консультант  Министерства экономики и внутренних дел Дании. Уволилась после избрания в фолькетинг в июне 2019 года.
С 2015 года публиковалась в газете Jyllands-Posten.
По результатам парламентских выборов 2019 года избрана депутатом в округе Копенгаген. Получила 4657 голосов. Заместитель председателя Судебного комитета с 2021 года. Переизбрана на парламентских выборах 2022 года. Член Комитета Европы.
2 ноября 2022 года Софи Карстен Нильсен подала в отставку с поста председателя партии. 3 ноября новым председателем избран Мартин Лидегор, а Самира Нава — новым заместителем председателя.
В четвертом квартале 2022 года в Дании было в общей сложности 904 012 иммигрантов и их потомков. Это больше, чем каждый седьмой. У депутатов фолькетинга Виктории Веласкес (Красно-зелёная коалиция) и Кристины Олумеко (Альтернатива) один из родителей — иммигрант, а второй — гражданин Дании. Только у депутатов Самиры Навы и Моники Рубин (Умеренные) оба родителя — иммигранты.

## Личная жизнь
Замужем за Навидом Амини (Naweed Amini). Имеет двух детей: Закариас (Zakarias) и София (Sofia).
Мусульманка.